# Parlamentswahl in Kuwait 2008
Bei den Parlamentswahlen in Kuwait am 17. Mai 2008 waren rund 360.000 Wähler der 3,4 Millionen Einwohner zur Stimmabgabe berechtigt. Von den 3,4 Millionen Einwohnern besitzen nur rund eine Million die kuwaitische Staatsangehörigkeit. Insgesamt bewarben sich 275 Kandidaten um die 50 Mandate, darunter auch 27 Frauen. Die vorgezogene Neuwahl war nötig geworden, da es immer wieder Streitigkeiten zwischen der Regierung und einigen Abgeordneten über zahlreiche Politikfelder, darunter über eine Gehaltserhöhung für Mitarbeiter im öffentlichen Dienst gab. Emir Sabah al-Ahmad al-Dschabir as-Sabah hatte im März das Parlament des Golfstaates aufgelöst und vorzeitige Neuwahlen angesetzt. Da im Emirat keine politischen Parteien zugelassen sind, war das Feld der Bewerber unübersichtlich. Neben sechs losen Formationen, die bislang im Parlament von Kuwait vertreten waren, gab es viele unabhängige Bewerber. Die Wähler konnten ihre Stimme in einem der 94 Wahlbüros in den 5 Wahlkreisen abgeben. Männer und Frauen gaben ihre Stimme getrennt ab. Wahlberechtigt sind alle Kuwaiter im Alter ab 21 Jahren, ausgenommen sind Angehörige des Militärs und der Sicherheitskräfte.

## Wahlkampf
Der Wahlkampf in den vergangenen beiden Monaten würde überschattet von zahlreichen Protesten, Festnahmen und allgemein herrschender Verwirrung, nachdem der Staat die Wahlkreise neu geordnet hatte, in der Hoffnung, so eine ausgeglichenere Parlamentsbesetzung zu ermöglichen. Mehrere Kandidaten waren wegen Stimmenkaufs verhaftet worden. Weiters gab es mehrere Festnahmen wegen Vermutung auf illegal durchgeführte Vorwahlen.

## Aufgaben und Historisches über das kuwaitische Parlament
Das kuwaitische Parlament hat die Aufgabe, das staatliche Budget und alle wichtigen Gesetze zu bewilligen. Das Recht, Minister einer Anhörung zu unterziehen, wird erstaunlich oft in Anspruch genommen, häufig sind diese daraufhin gezwungen, zurückzutreten. Seit den ersten Wahlen 1963 haben der Emir und seine Vorgänger das Parlament nun schon fünfmal aufgelöst – 2008, 2006, 1999, 1986 und 1976. Nach kuwaitischem Recht müssen innerhalb 60 Tage nach der Auflösung Neuwahlen stattfinden, dieses Gesetz wurde jedoch mehrmals missachtet. So dauerte es 1976 fünf Jahre, das Parlament neu zu bilden, nach 1986 waren es sechs Jahre. Das Recht zu kandidieren und das Wahlrecht für Frauen wurden in Kuwait erst 2005 eingeführt. Bei den letzten Wahlen 2006 bekam keine einzige der angetretenen Kandidatinnen genug Stimmen, um es ins Parlament zu schaffen.

## Wahlergebnis
Nach Auszählung fast aller Stimmen ergibt sich folgendes Ergebnis:
| Platz  | Wahlbündnis                                | Sitze |
| ------ | ------------------------------------------ | ----- |
| 1      | Islamische Salafistische Allianz (AIS)     | 10    |
| 2      | Sonstige islamistische Kandidaten          | 11    |
| 3      | Islamische Konstitutionelle Bewegung (MIC) | 3     |
| 4      | Schiitische Minderheit                     | 5     |
| 5      | Liberale                                   | 7     |
| 6      | Nationalisten                              | 4     |
| 7      | Sonstige / Unabhängige                     | 10    |
| Gesamt |                                            | 50    |

Die Wahlbeteiligung lag nach Angaben des Staatsfernsehens Schätzungen zufolge bei mehr als 75 Prozent bei den Männern und mehr als 50 Prozent bei den Frauen.